# Hugo Balladares
Hugo Enrique Balladares Valenzuela (Santiago, 26 de noviembre de 1973) es un exfutbolista y  entrenador de fútbol. Actualmente es el gerente deportivo de Club de Deportes La Serena.

## Trayectoria
Como jugador fue parte de diversos clubes chilenos en el puesto de defensa. Dirigió en Colo-Colo "B" de la Segunda División de Chile. También dirigió a los equipos sub-18 y 19 del equipo colocolino. De igual manera fue el entrenador del Deportes Valdivia, con el cual logró el campeonato de la Segunda División Profesional de Chile de la temporada 2015-16. Dejó el cuadro valdiviano para dirigir a la Selección sub-15 de Chile.
Fue DT de Magallanes hasta el 14 de mayo de 2018.
El 30 de diciembre del año 2020 fue anunciado como nuevo entrenador de Universidad de Concepción. Descendió a Primera B con la Universidad de Concepción tras perder 1-0 el partido de definición frente a Colo-Colo. Tras el descenso, quedó eliminado en primera fase de la Copa Chile 2021. Posteriormente, luego de una extensa racha de resultados negativos en la Primera B, llega a un acuerdo con la dirigencia para dejar el club. 

## Clubes

### Como jugador
| Club                      | País  | Año       |
| ------------------------- | ----- | --------- |
| Universidad Católica      | Chile | 1991-1993 |
| Coquimbo Unido            | Chile | 1994-1999 |
| Unión Española            | Chile | 2000      |
| Audax Italiano            | Chile | 2001      |
| Universidad de Concepción | Chile | 2002-2003 |
| Palestino                 | Chile | 2004      |

### Estadísticas como entrenador
- Datos actualizados al 23 de septiembre de 2021.

| Club                      | País  | Año       | PJ  | PG | PE | PP | Efectividad |
| ------------------------- | ----- | --------- | --- | -- | -- | -- | ----------- |
| Colo-Colo "B"             | Chile | 2013-2015 | 38  | 11 | 2  | 25 | 30.7%       |
| Deportes Valdivia         | Chile | 2015-2016 | 34  | 19 | 6  | 9  | 61.76%      |
| Selección Sub-15 de Chile | Chile | 2016      | ?   | ?  | ?  | ?  | ?           |
| Magallanes                | Chile | 2017-2018 | 46  | 16 | 11 | 19 | 42.75%      |
| Selección Sub-15 de Chile | Chile | 2019-2020 | 4   | 0  | 2  | 2  | 16.67%      |
| Selección Sub-17 de Chile | Chile | 2020      | ?   | ?  | ?  | ?  | ?           |
| Universidad de Concepción | Chile | 2020-2021 | 32  | 7  | 13 | 12 | 35.42%      |
| Total                     | Total | Total     | 154 | 53 | 34 | 67 | 41.78%      |
| Fuente                    |       |           |     |    |    |    |             |

## Palmarés

### Como entrenador

#### Campeonatos nacionales
| Título           | Equipo            | País  | Año     |
| ---------------- | ----------------- | ----- | ------- |
| Segunda División | Deportes Valdivia | Chile | 2015-16 |